# Esqui estilo livre nos Jogos Olímpicos de Inverno de 2022 - Aerials feminino
A competição do aerials feminino do esqui estilo livre nos Jogos Olímpicos de Inverno de 2022 ocorreu no dia 14 de fevereiro no Parque de Neve Genting, em Zhangjiakou.

## Medalhistas
| Ouro   | CHN Xu Mengtao    |
| Prata  | BLR Hanna Huskova |
| Bronze | USA Megan Nick    |

## Resultados

### Qualificação

#### Qualificação 1
| Pos. | Bib | Ordem | Atleta                 | País               | Pontuação | Notas |
| ---- | --- | ----- | ---------------------- | ------------------ | --------- | ----- |
| 1    | 3   | 17    | Laura Peel             | AUS Austrália      | 104.54    | Q     |
| 2    | 23  | 25    | Ashley Caldwell        | USA Estados Unidos | 101.31    | Q     |
| 3    | 1   | 2     | Xu Mengtao             | CHN China          | 101.10    | Q     |
| 4    | 4   | 14    | Danielle Scott         | AUS Austrália      | 96.23     | Q     |
| 5    | 8   | 12    | Marion Thénault        | CAN Canadá         | 93.06     | Q     |
| 6    | 12  | 11    | Hanna Huskova          | BLR Bielorrússia   | 92.00     | Q     |
| 7    | 25  | 15    | Megan Nick             | USA Estados Unidos | 89.18     |       |
| 8    | 13  | 23    | Kalia Kuhn             | USA Estados Unidos | 84.24     |       |
| 9    | 2   | 8     | Kong Fanyu             | CHN China          | 83.78     |       |
| 10   | 18  | 6     | Eseniia Pantiukhova    | ROC                | 82.84     |       |
| 11   | 20  | 24    | Anastasiya Andryianava | BLR Bielorrússia   | 81.58     |       |
| 12   | 7   | 16    | Zhanbota Aldabergenova | KAZ Cazaquistão    | 80.56     |       |
| 13   | 14  | 19    | Winter Vinecki         | USA Estados Unidos | 78.96     |       |
| 14   | 21  | 22    | Anastasiia Prytkova    | ROC                | 78.43     |       |
| 15   | 6   | 10    | Shao Qi                | CHN China          | 77.49     |       |
| 16   | 19  | 7     | Naomy Boudreau-Guertin | CAN Canadá         | 77.43     |       |
| 17   | 17  | 20    | Gabi Ash               | AUS Austrália      | 77.17     |       |
| 18   | 9   | 9     | Flavie Aumond          | CAN Canadá         | 76.86     |       |
| 19   | 16  | 13    | Akmarzhan Kalmurzayeva | KAZ Cazaquistão    | 70.86     |       |
| 20   | 10  | 5     | Olga Polyuk            | UKR Ucrânia        | 68.76     |       |
| 21   | 24  | 4     | Alexandra Bär          | SUI Suíça          | 67.72     |       |
| 22   | 11  | 18    | Emma Weiß              | GER Alemanha       | 65.52     |       |
| 23   | 22  | 1     | Liubov Nikitina        | ROC                | 63.80     |       |
| 24   | 15  | 3     | Anna Derugo            | BLR Bielorrússia   | 58.59     |       |
| 25   | 5   | 21    | Anastasiya Novosad     | UKR Ucrânia        | DNS       |       |

#### Qualificação 2
| Pos. | Bib | Ordem | Atleta                 | País               | 1ª rodada  | 2ª rodada  | Melhor     | Notas |
| ---- | --- | ----- | ---------------------- | ------------------ | ---------- | ---------- | ---------- | ----- |
| 1    | 16  | 10    | Akmarzhan Kalmurzayeva | KAZ Cazaquistão    | 70.86      | 98.68      | 98.68      | Q     |
| 2    | 25  | 11    | Megan Nick             | USA Estados Unidos | 89.18      | 85.65      | 89.18      | Q     |
| 3    | 13  | 18    | Kalia Kuhn             | USA Estados Unidos | 84.24      | 86.62      | 86.62      | Q     |
| 4    | 2   | 7     | Kong Fanyu             | CHN China          | 83.78      | 81.99      | 83.78      | Q     |
| 5    | 18  | 5     | Eseniia Pantiukhova    | ROC                | 82.84      | 77.43      | 82.84      | Q     |
| 6    | 20  | 19    | Anastasiya Andryianava | BLR Bielorrússia   | 81.58      | DNS        | 81.58      | Q     |
| 7    | 7   | 12    | Zhanbota Aldabergenova | KAZ Cazaquistão    | 80.56      | 68.26      | 80.56      |       |
| 8    | 17  | 15    | Gabi Ash               | AUS Austrália      | 77.17      | 80.04      | 80.04      |       |
| 9    | 14  | 14    | Winter Vinecki         | USA Estados Unidos | 78.96      | 70.56      | 78.96      |       |
| 10   | 21  | 17    | Anastasiia Prytkova    | ROC                | 78.43      | 77.43      | 78.43      |       |
| 11   | 6   | 9     | Shao Qi                | CHN China          | 77.49      | 54.90      | 77.49      |       |
| 12   | 19  | 6     | Naomy Boudreau-Guertin | CAN Canadá         | 77.43      | 67.04      | 77.43      |       |
| 13   | 9   | 8     | Flavie Aumond          | CAN Canadá         | 76.86      | 73.95      | 76.86      |       |
| 14   | 11  | 13    | Emma Weiß              | GER Alemanha       | 65.52      | 75.98      | 75.98      |       |
| 15   | 22  | 1     | Liubov Nikitina        | ROC                | 63.80      | 69.30      | 69.30      |       |
| 16   | 10  | 4     | Olga Polyuk            | UKR Ucrânia        | 68.76      | 56.68      | 68.76      |       |
| 17   | 24  | 3     | Alexandra Bär          | SUI Suíça          | 67.72      | 56.26      | 67.72      |       |
| 18   | 15  | 2     | Anna Derugo            | BLR Bielorrússia   | 58.59      | 53.65      | 58.59      |       |
| 19   | 5   | 16    | Anastasiya Novosad     | UKR Ucrânia        | Não largou | Não largou | Não largou |       |

### Finais
| Pos. | Bib | Atleta                 | País               | Final 1 | Final 1 | Final 1 | Final 2 |
| Pos. | Bib | Atleta                 | País               | Salto 1 | Salto 2 | Melhor  | Final 2 |
| ---- | --- | ---------------------- | ------------------ | ------- | ------- | ------- | ------- |
| 01 ! | 1   | Xu Mengtao             | CHN China          | 103.89  | DNS     | 103.89  | 108.61  |
| 02 ! | 12  | Hanna Huskova          | BLR Bielorrússia   | 89.41   | 92.00   | 92.00   | 107.95  |
| 03 ! | 25  | Megan Nick             | USA Estados Unidos | 95.17   | 90.24   | 95.17   | 93.76   |
| 4    | 23  | Ashley Caldwell        | USA Estados Unidos | 103.92  | 105.60  | 105.60  | 83.71   |
| 5    | 3   | Laura Peel             | AUS Austrália      | 69.16   | 100.02  | 100.02  | 78.56   |
| 6    | 2   | Kong Fanyu             | CHN China          | 102.71  | 62.24   | 102.71  | 59.67   |
| 7    | 8   | Marion Thénault        | CAN Canadá         | 66.97   | 91.29   | 91.29   | —       |
| 8    | 13  | Kalia Kuhn             | USA Estados Unidos | 76.49   | 85.68   | 85.68   | —       |
| 9    | 18  | Eseniia Pantiukhova    | ROC                | 78.75   | 58.29   | 78.75   | —       |
| 10   | 4   | Danielle Scott         | AUS Austrália      | 71.23   | 64.79   | 71.23   | —       |
| 11   | 16  | Akmarzhan Kalmurzayeva | KAZ Cazaquistão    | 52.36   | 71.23   | 71.23   | —       |
| 12   | 20  | Anastasiya Andryianava | BLR Bielorrússia   | 59.22   | 70.11   | 70.11   | —       |

Legenda
| Recorde mundial      | Recorde mundial (World record)               |                       | Recorde africano                      | Recorde africano (African) |                                           | Q | Classificado por posição (Qualified) |
| Recorde olímpico     | Recorde olímpico (Olympic record)            | Recorde da América    | Recorde da América (Americas)         | q                          | Classificado por melhor tempo (Qualified) |   |                                      |
| Melhor marca do ano  | Melhor marca do ano (World leading)          | Recorde asiático      | Recorde asiático (Asian)              | DNS                        | Não largou (Did not start)                |   |                                      |
| Recorde nacional     | Recorde nacional (National record)           | Recorde europeu       | Recorde europeu (European)            | DNF                        | Não terminou (Did not finish)             |   |                                      |
| Recorde pessoal      | Recorde pessoal do atleta (Personal best)    | Recorde da Oceania    | Recorde da Oceania (Oceania)          | DSQ / DQ                   | Desclassificado (Disqualified)            |   |                                      |
| Recorde da temporada | Recorde da temporada do atleta (Season best) | Recorde sul-americano | Recorde sul-americano (South America) | NM                         | Sem marca (No mark)                       |   |                                      |